# إدمون إيبرت
ادمون إيبرت (بالفرنسية: Edmond Hébert) هو إحاثي وجيولوجي فرنسي، ولد في 12 يونيو 1812 في Villefargeau ‏ في فرنسا، وتوفي في 4 أبريل 1890 في باريس في فرنسا.